# Shigetoshi Hasebe
Shigetoshi Hasebe (長谷部 茂利?, Hasebe Shigetoshi; Yokohama, 23 aprile 1971) è un allenatore di calcio ed ex calciatore giapponese, di ruolo centrocampista, tecnico del Kawasaki Frontale.

## Carriera

### Giocatore
Ha militato nella prima divisione giapponese.

### Allenatore
Ha allenato vari club giapponesi.

## Statistiche

### Statistiche da allenatore
In grassetto le competizioni vinte.
| Stagione              | Squadra               | Campionato            | Campionato | Campionato | Campionato | Campionato | Coppe nazionali | Coppe nazionali | Coppe nazionali | Coppe nazionali | Coppe nazionali | Coppe continentali | Coppe continentali | Coppe continentali | Coppe continentali | Coppe continentali | Altre coppe | Altre coppe | Altre coppe | Altre coppe | Altre coppe | Totale | Totale | Totale | Totale | Vittorie % | Piazzamento |
| Stagione              | Squadra               | Comp                  | G          | V          | N          | P          | Comp            | G               | V               | N               | P               | Comp               | G                  | V                  | N                  | P                  | Comp        | G           | V           | N           | P           | G      | V      | N      | P      | %          | Piazzamento |
| --------------------- | --------------------- | --------------------- | ---------- | ---------- | ---------- | ---------- | --------------- | --------------- | --------------- | --------------- | --------------- | ------------------ | ------------------ | ------------------ | ------------------ | ------------------ | ----------- | ----------- | ----------- | ----------- | ----------- | ------ | ------ | ------ | ------ | ---------- | ----------- |
| lug.-nov. 2016        | JEF United            | J2                    | 17         | 5          | 5          | 7          | CI+CdL          | 3+0             | 2+0             | 0+0             | 1+0             | -                  | -                  | -                  | -                  | -                  | -           | -           | -           | -           | -           | 20     | 7      | 5      | 8      | 35,00      | Sub, 11°    |
| 2018                  | Mito HollyHock        | J2                    | 42         | 16         | 9          | 17         | CI              | 2               | 1               | 1               | 0               | -                  | -                  | -                  | -                  | -                  | -           | -           | -           | -           | -           | 44     | 17     | 10     | 17     | 38,64      | 10°         |
| 2019                  | Mito HollyHock        | J2                    | 42         | 19         | 13         | 10         | CI              | 2               | 1               | 0               | 1               | -                  | -                  | -                  | -                  | -                  | -           | -           | -           | -           | -           | 44     | 20     | 13     | 11     | 45,45      | 7°          |
| Totale Hollyhock      | Totale Hollyhock      | Totale Hollyhock      | 84         | 35         | 22         | 27         |                 | 4               | 2               | 1               | 1               |                    | -                  | -                  | -                  | -                  |             | -           | -           | -           | -           | 88     | 37     | 23     | 28     | 42,05      |             |
| 2020                  | Avispa Fukuoka        | J2                    | 42         | 25         | 9          | 8          | -               | -               | -               | -               | -               | -                  | -                  | -                  | -                  | -                  | -           | -           | -           | -           | -           | 42     | 25     | 9      | 8      | 59,52      | 2° (prom)   |
| 2021                  | Avispa Fukuoka        | J1                    | 38         | 14         | 12         | 12         | CI+CdL          | 2+6             | 1+2             | 0+2             | 1+2             | -                  | -                  | -                  | -                  | -                  | -           | -           | -           | -           | -           | 46     | 17     | 14     | 15     | 36,96      | 8°          |
| 2022                  | Avispa Fukuoka        | J1                    | 34         | 9          | 11         | 14         | CI+CdL          | 4+12            | 3+6             | 0+2             | 1+4             | -                  | -                  | -                  | -                  | -                  | -           | -           | -           | -           | -           | 50     | 18     | 13     | 19     | 36,00      | 14°         |
| 2023                  | Avispa Fukuoka        | J1                    | 34         | 15         | 6          | 13         | CI+CdL          | 5+11            | 4+8             | 0+1             | 1+2             | -                  | -                  | -                  | -                  | -                  | -           | -           | -           | -           | -           | 50     | 27     | 7      | 16     | 54,00      | 7°          |
| 2024                  | Avispa Fukuoka        | J1                    | 38         | 12         | 14         | 12         | CI+CdL          | 2+2             | 1+0             | 0+1             | 1+1             | -                  | -                  | -                  | -                  | -                  | -           | -           | -           | -           | -           | 42     | 13     | 15     | 13     | 30,95      | 12°         |
| Totale Avispa Fukuoka | Totale Avispa Fukuoka | Totale Avispa Fukuoka | 186        | 75         | 52         | 59         |                 | 44              | 25              | 6               | 13              |                    | -                  | -                  | -                  | -                  |             | -           | -           | -           | -           | 230    | 100    | 58     | 72     | 43,48      |             |
| 2025                  | Kawasaki Frontale     | J1                    | 12         | 4          | 6          | 2          | CI+CdL          | 0+0             | 0+0             | 0+0             | 0+0             | ACL                | 6                  | 5                  | 0                  | 1                  | -           | -           | -           | -           | -           | 18     | 9      | 6      | 3      | 50,00      |             |
| Totale carriera       | Totale carriera       | Totale carriera       | 289        | 119        | 85         | 95         |                 | 51              | 29              | 7               | 15              |                    | 6                  | 5                  | 0                  | 1                  |             | -           | -           | -           | -           | 346    | 153    | 92     | 111    | 44,22      |             |

## Palmarès

### Giocatore
- Coppa J. League: 1

Verdy Kawasaki: 1994
- Campionato giapponese: 1

Verdy Kawasaki: 1994

### Allenatore
- Coppa J. League: 1

Avispa Fukuoka: 2023